# 车金铁
车金铁（1987年7月19日—）是一名朝鲜举重运动员，身高1.58米，个人最好成绩为283千克。他在2007年世界举重锦标赛男子56公斤级项目中问鼎冠军，又在广州亚运会的该项目上获得亚军。